# Oksid
Oksid (iz grškega ὀξύς [oxýs], ki pomeni oster ali kisel) je kemična spojina kisika v oksidacijskem stanju -2 z drugimi kemijskimi elementi. Večina oksidov je nastala z oksidacijo oziroma gorenjem.
Oksidi se po drugem udeležencu v spojini delijo na
- nekovinske okside, ki so lahko hlapne spojine in v reakcijah z vodo tvorijo kisline, in
- kovinske okside, ki so ionske ali kovalentne spojine in v reakcijah z vodo tvorijo hidrokside.

Oksidi se po stehiometrični sestavi oziroma številu kisikovih atomov v molekuli delijo na monokside, diokside, triokside, tetraokside, pentokside, itd. Primeri: ogljikov monoksid (CO), ogljikov dioksid (CO2), žveplov trioksid (SO3) in fosforjev pentoksid (P2O5).
Iz oksidov je sestavljena večina Zemljine skorje, v kateri prevladujejo silicijevi in aluminijevi oksidi in duge njune soli ter njihove kombinacije in kombinacije z vodo.
Organski oksid je na primer etilen oksid (1,2-epoksietan, C2O), ki je pomembna surovina za organske sinteze.

## Priprava
Oksidi lahko nastanejo z
- reakcijo elementa s kisikom, se pravi z oksidacijo v ožjem pomenu besede,
- segrevanjem hidroksidov in oksihidratov: iz bakrovega(II) hidroksida nastane bakrov(II) oksid in vodna para in
- segrevanjem soli s hlapnimi anhidridi: z žganjem apnenca (CaCO3) nastaneta žgano apno (CaO) in ogljikov dioksid (CO2), s segrevanjem bakrovega(II) nitrata pa bakrov(II) oksid in dušikovi oksidi.

Črni bakrov(II) oksid (na sliki) lahko nastane na primer v naslednjih reakcijah:
2Cu(NO3)2 → 2CuO + 4NO2 + O2
CuCO3 → CuO + CO2
Cu(OH)2 → CuO + H2O
Bakrov(II) oksid lahko nastane tudi z oksidacijo rdečega bakrovega(I) oksida:
2Cu2O + O2 → 4CuO
ali s praženjem bakrovih sulfidov Cu2S (halkozin) in CuS (kovelin):
Cu2S + 2O2 → 2CuO + SO2
2CuS + 3O2 → 2CuO + 2SO2
Praženje sulfidov je standarden tehnološki postopek pri pridobivanju kovin iz njihovih sulfidnih rud.
Kako lahko neka kovina tvori oksid, je odvisno od njene elektronegativnosti in afinitete do kisika. Manj plemenita je, laže ga tvori. Reaktivnost je odvisna tudi od pasiviranja površine, se pravi od tvorbe oksidnega sloja, ki prepreči nadaljnjo oksidacijo. Značilen primer pasivirane kovine je aluminij, ki se na površini prevlečen s tankim slojem Al2O3.

## Lastnosti
Oksidi so lahko kisli, bazični ali amfoterni.
Nekovinski oksidi so molekularni in z vodo tvorijo kisline:
CO2 + H2O → H2CO3
SO3 + H2O → H2SO4
Kovinski oksidi so ionski in tvorijo soli; oksidi nežlahtnih kovin z vodo tvorijo baze (hidrokside):
Na2O + H2O → 2NaOH
CaO + H2O → Ca(OH)2
Amfoterni oksidi in hidroksidi lahko reagirajo kislo ali bazično, se pravi da lahko reagirajo s kislinami in bazami:
Al(OH)3 + 3HCl → AlCl3 + 3H2O
Al(OH)3 + NaOH → NaAlO2 + 2H2O
Oksidi bolj plemenitih kovin lahko reagirajo z vodo posredno. Bakrov(II) oksid na primer se lahko najprej raztopi v koncentrirani klorovodikovi kislini, nastali bakrov(II) klorid pa se z natrijevih hidroksidom pretvori v bakrov(II) hidroksid:
CuO + 2 HCl → CuCl2 + H2O
CuCl2 + 2 NaOH → Cu(OH)2 + 2 NaCl
Pri povišani temperaturi poteče reakcija tudi brez vmesnega raztapljanja v kislini.
Hidroksidi so kosmičasti in pogosto značilno obarvani: Cu(OH)2 je svetlo moder, Ni(OH)2 zelen, Cr(OH)3 sivo zelen, Mn(OH)2 rožnat in na zraku zaradi oksidacije porjavi, Co(OH)2 moder ali rožnat, Fe(OH)3 rjasto rjav in Fe(OH)2 sivo zelen.

## Oksidni in hidroksidni ion
Oksidni ion O2- nastane v redoks reakciji med kisikom (oksidant) in kovino (reducent). Oksidni anion je obstojen samo v talinah in kombinacijah s kationi. Kot prost ion ni obstojen, ker je izredno močna baza in v vodni raztopini protonira in kvantitativno preide v hidroksidni ion OH-. Kovinski hidroksidi vsebujejo hidroksidni ion, ki ga navadno odvzamejo iz raztopin soli ali baz.
Nekovinskih oksidi zaradi kovalentnih vezi praviloma ne tvorijo oksidnih anionov. Oksidni ion se obnaša podobno kot peroksidni ion v oksidacijskem stanju I-II. Nekovinski oksidi reagirajo z vodo in tvorijo kisline z okso anioni, kakršna sta na primer sulfat in karbonat, in jih je treba zato obravnavati kot hidrokside s kislimi lastnostmi.

## Sposobnost vezave kisika
Kisik je močan oksidant in tvori okside s skoraj vsemi kemijskimi elementi razen z žlahtnimi plini (helij, neon, argon in kripton) in halogenom fluorom. Fluor ima v tem primeru poseben položaj, ker se njegove spojine s kisikom (OF2, O2F2 in O4F2) zaradi njegove višje elektronegativnosti ne obravnavajo kot oksidi ampak kot fluoridi.
Kisik tvori poleg oksidnih anionov tudi okso anione, v katerih je več kisikovih atomov vezanih na atom, ki je po navadi v najvišjem možnem oksidacijskem stanju. Takšni okso anioni so na primer fosfat (PO43-), sulfat (SO42-), kromat (CrO42-), permanganat (MnO4-), nitrat (NO3-) in karbonat (CO32-). Ioni nastanejo praviloma v reakcijah nekovinskih oksidov in oksidov prehodnih elementov v zelo visokih oksidacijakih stanjih z vodo.
Kisik tvori tudi spojine kisik-kisik (perokside), med katerimi je najbolj znano belilno sredstvo vodikov peroksid. Anorganski peroksidi so zelo jedki in oksidativni, organski peroksidi pa so praviloma eksplozivni.

## Uporaba
Naravni oksidi so rude za pridobivanje kovin. Železo na primer se pridobiva s segrevanjem njegovih oksidov in koksa v visokih pečeh. Koks v tem primeru služi kot gorivo in kot reducent.
Kovinski oksidi so se že v kameni dobi uporabljali kot barvila in pigmenti. V sodobnem času se zaradi kemijske obstojnosti in visokih tališč uporabljajo kot ognjevarna gradiva in kot molekularna stikala na področju informacijske tehnologije.

## Nekateri pomembni oksidi in peroksidi
- aluminijev oksid (glinica, Al2O3): bela, rahlo bazična snov, surovina za proizvodnjo aluminija
- divodikov trioksid (H2O3)
- dušikovi oksidi, večinoma rjavi dušikov dioksid (NO2): surovina za proizvodnjo dušikove kisline (HNO3)
- fosforjev pentoksid (P2O5): z vodo tvori fosforjevo kislino (H3PO4)
- kalcijev oksid (žgano apno, CaO): zelo bazičen oksid, surovina za gašeno apno (Ca(OH)2), ki je pomembno vezivo v gradbeništvu
- magnezijev oksid (magnezija, MgO): bel bazičen prah, surovina za ognjevarno opeko
- manganov dioksid (MnO2): pomembna surovina za proizvodnjo baterij in keramike
- ogljikov dioksid (CO2): z vodo tvori ogljikovo kislino, ki z raztapljanjem apnenca ustvarja kraške pojave; sestavina mineralnih vod in gaziranih pijač
- ogljikov monoksid (CO): zelo strupen plin brez barve in okusa, ki nastaja pri nepopolnem zgorevanju ogljika
- silicijev dioksid (kremen, SiO2)
- svinčevi oksidi in mešani oksidi: rumeni, rdeči in črno rjavi pigmenti, surovine za zaščitne premaze (minij) in svinčevo (kristalno) steklo
- titanov dioksid (TiO2): bel pigment
- vodikov oksid (voda, H2O)
- vodikov peroksid (H2O2): močan oksidant, belilo v tekstilni in papirni indistriji
- železov trioksid (Fe2O3): rja
- žveplov dioksid (SO2): plin z značilnim ostrim vonjem; z vodo tvori žveplasto kislino (H2SO3), ki je pomemben konzervans v kletarstvu
- žveplov trioksid (SO3): z vodo tvori žveplovo kislino

## Kisikove spojine v drugih oksidacijskih stanjih
Kisikove spojine v drugih oksidacijskih stanjih so 
- peroksidi (−1),
- hiperoksidi (−½),
- ozonidi (−1/3) in
- soli z dikisikovim kationom O2+ (+½).